# Erhan Öztepe
Erhan Öztepe (* 1967 in Ankara) ist ein türkischer Klassischer Archäologe.

## Leben
Erhan Öztepe studierte ab 1984 Klassische Archäologie an der Universität Ankara. Hier schloss er 1988 mit dem Bachelor ab, 1991 folgte der Master, 1999 die Promotion, alle mit Arbeiten zu Funden aus dem Smintheion in Chryse (Troas), betreut von Coşkun Özgünel. Forschungsaufenthalte führten ihn an die Universitäten Münster und Freiburg.
1989 bis 1992 war er an der Universität Çanakkale tätig. Seit 1992 lehrt er an der Universität Ankara, zunächst als Assistent, ab 2008 als Dozent und seit 2018 als Professor für Klassische Archäologie. 
Von 1986 bis 2010 nahm er an den Ausgrabungen im Smintheion in Chryse unter Coşkun Özgünel teil, zuletzt als stellvertretender Grabungsleiter. Seit 2011 leitet er die Grabungen in Alexandria Troas.

## Veröffentlichungen (Auswahl)
- Smintheion Pişmiş Toprak Heykelcikleri. Masterarbeit Universität Ankara 1991 (Digitalisat).
- Smintheion Heykeltraşlık Eserleri. Dissertation Universität Ankara 1999.
- mit Musa Kadıoğlu (Hrsg.): Patronvs. Festschrift für Coşkun Özgünel / Coşkun Özünel’e 65. Yaş Armağanı. Homer Kitabevi, Istanbul 2007, ISBN 978-9944-483-11-7.
- Karpaz Yarımadası Arkeolojik Yerleşimleri. In: Anadolu / Anatolia Bd. 33, 2007, S. 143–164 (Digitalisat).